# Bleda canicapillus
El bulbul hormiguero (Bleda canicapillus) es una especie de ave paseriforme de la familia Pycnonotidae propia de África occidental. Se distribuye por Benín, Costa de Marfil, Gambia, Ghana, Guinea, Guinea-Bissau, Liberia, Mali, Nigeria, Senegal, Sierra Leona y Togo. Sus hábitats naturales son los bosques tropicales tanto húmedos como secos.